# Ким Ок
Ким Ок (кор. 김옥, род. в 1964 году) — северокорейский политик. Четвёртая супруга лидера КНДР Ким Чен Ира.

## Биография
Окончила Пхеньянский университет музыки и танца по классу фортепиано. Позже стала личным секретарём Ким Чен Ира, а в 2004 году, когда от рака умерла его третья жена, мать Ким Чен Ына, — и супругой «любимого руководителя» (официально брак был заключён в 2007 году).
В последние годы занимала пост секретаря комитета по делам искусств Трудовой партии Кореи. В последний раз появлялась на публике в 2012 году. В июле 2013 года в Сеуле была получена информация от северокорейского беженца, согласно которой Ким Ок, а также её отец Ким Хё, тоже функционер ТПК, были сняты Ким Чен Ыном со всех постов. Вероятно, это было сделано в рамках проводимой в КНДР «зачистки» политической элиты от представителей «старой гвардии».
Возможно, имеет от Ким Чен Ира маленького сына, что официально не признаётся в КНДР. Ей приписываются также две попытки самоубийства.
Дальнейшая судьба Ким Ок после отставки неизвестна: по одним данным, она может находиться на лечении в клиниках Германии или Китая по причине болезни суставов, по другим, она может пребывать под домашним арестом или подвергнуться высылке из Пхеньяна.